# Douglas 603
Douglas 603, Douglas 604 – projekty samolotów pokładowych powstałe w 1949 w zakładach Douglas Aircraft Company na konkurs rozpisany przez United States Navy (USN) na dwusilnikowy samolot do zadań SAR i ZOP. Projekty nie wyszły poza pierwszą fazę, ostatecznie konkurs został wygrany przez projekt Grumman G-89.

## Historia
W 1949 Bureau of Aeronautics (BuAer, dyrektorat USN ds. lotnictwa morskiego) rozpisał konkurs na dwusilnikowy samolot pokładowy mający pełnić zadania SAR i ZOP. W odpowiedzi w zakładach Douglasa powstały dwa podobne do siebie projekty z wewnętrznym oznaczeniem Douglas 603 i Douglas 604. Ostatecznie obydwa projekty przegrały z samolotem Grumman G-89 (późniejszym Grumman S-2).

## Opis konstrukcji
Douglas 603 i Douglas 604 były dwusilnikowymi samolotami pokładowymi ze składanymi skrzydłami w układzie średniopłata. Napęd samolotu zapewniały silniki Wright R-1820 o mocy 1525 KM każdy. Do zadań ZOP samolot był wyposażony w radar AN/APS-20 umieszczony w dużej kopule pod kadłubem i drugi radar AN/APS-20 umieszczony w tylnej części kadłuba.  Samoloty miały być uzbrojone w dwa działka 20 mm umieszczone w nosie, boje sonarowe i uzbrojenie ofensywne mogło być przenoszone w luku w przedniej części kadłuba i pod skrzydłami. Rozpiętość samolotów wynosiła 15,24 m, a długość 12,37 m.